# Leona (bướm nhảy)
Leona là một chi bướm ngày thuộc họ Bướm nâu.